# Lista planetelor minore: 66001–67000
| Nume                                            | Denumire provizorie                             | Data descoperirii                               | Locul descoperirii                              | Descoperitor(i)                                 |                                                 |                                                 |                                                 |                                                 |                                                 |                                                 |                                                 |                                                 |                                                 |                                                 |                                                 |                                                 |                                                 |                                                 |                                                 |                                                 |                                                 |                                                 |                                                 |                                                 |                                                 |                                                 |                                                 |                                                 |                                                 |                                                 |                                                 |                                                 |                                                 |                                                 |                                                 |                                                 |                                                 |                                                 |                                                 |                                                 |                                                 |                                                 |                                                 |                                                 |                                                 |                                                 |                                                 |                                                 |                                                 |
| 66001–66100 Lista planetelor minore/66001–66100 | 66001–66100 Lista planetelor minore/66001–66100 | 66001–66100 Lista planetelor minore/66001–66100 | 66001–66100 Lista planetelor minore/66001–66100 | 66001–66100 Lista planetelor minore/66001–66100 | 66101–66200 Lista planetelor minore/66101–66200 | 66101–66200 Lista planetelor minore/66101–66200 | 66101–66200 Lista planetelor minore/66101–66200 | 66101–66200 Lista planetelor minore/66101–66200 | 66101–66200 Lista planetelor minore/66101–66200 | 66201–66300 Lista planetelor minore/66201–66300 | 66201–66300 Lista planetelor minore/66201–66300 | 66201–66300 Lista planetelor minore/66201–66300 | 66201–66300 Lista planetelor minore/66201–66300 | 66201–66300 Lista planetelor minore/66201–66300 | 66301–66400 Lista planetelor minore/66301–66400 | 66301–66400 Lista planetelor minore/66301–66400 | 66301–66400 Lista planetelor minore/66301–66400 | 66301–66400 Lista planetelor minore/66301–66400 | 66301–66400 Lista planetelor minore/66301–66400 | 66401–66500 Lista planetelor minore/66401–66500 | 66401–66500 Lista planetelor minore/66401–66500 | 66401–66500 Lista planetelor minore/66401–66500 | 66401–66500 Lista planetelor minore/66401–66500 | 66401–66500 Lista planetelor minore/66401–66500 | 66501–66600 Lista planetelor minore/66501–66600 | 66501–66600 Lista planetelor minore/66501–66600 | 66501–66600 Lista planetelor minore/66501–66600 | 66501–66600 Lista planetelor minore/66501–66600 | 66501–66600 Lista planetelor minore/66501–66600 | 66601–66700 Lista planetelor minore/66601–66700 | 66601–66700 Lista planetelor minore/66601–66700 | 66601–66700 Lista planetelor minore/66601–66700 | 66601–66700 Lista planetelor minore/66601–66700 | 66601–66700 Lista planetelor minore/66601–66700 | 66701–66800 Lista planetelor minore/66701–66800 | 66701–66800 Lista planetelor minore/66701–66800 | 66701–66800 Lista planetelor minore/66701–66800 | 66701–66800 Lista planetelor minore/66701–66800 | 66701–66800 Lista planetelor minore/66701–66800 | 66801–66900 Lista planetelor minore/66801–66900 | 66801–66900 Lista planetelor minore/66801–66900 | 66801–66900 Lista planetelor minore/66801–66900 | 66801–66900 Lista planetelor minore/66801–66900 | 66801–66900 Lista planetelor minore/66801–66900 | 66901–67000 Lista planetelor minore/66901–67000 | 66901–67000 Lista planetelor minore/66901–67000 | 66901–67000 Lista planetelor minore/66901–67000 | 66901–67000 Lista planetelor minore/66901–67000 | 66901–67000 Lista planetelor minore/66901–67000 |
| ----------------------------------------------- | ----------------------------------------------- | ----------------------------------------------- | ----------------------------------------------- | ----------------------------------------------- | ----------------------------------------------- | ----------------------------------------------- | ----------------------------------------------- | ----------------------------------------------- | ----------------------------------------------- | ----------------------------------------------- | ----------------------------------------------- | ----------------------------------------------- | ----------------------------------------------- | ----------------------------------------------- | ----------------------------------------------- | ----------------------------------------------- | ----------------------------------------------- | ----------------------------------------------- | ----------------------------------------------- | ----------------------------------------------- | ----------------------------------------------- | ----------------------------------------------- | ----------------------------------------------- | ----------------------------------------------- | ----------------------------------------------- | ----------------------------------------------- | ----------------------------------------------- | ----------------------------------------------- | ----------------------------------------------- | ----------------------------------------------- | ----------------------------------------------- | ----------------------------------------------- | ----------------------------------------------- | ----------------------------------------------- | ----------------------------------------------- | ----------------------------------------------- | ----------------------------------------------- | ----------------------------------------------- | ----------------------------------------------- | ----------------------------------------------- | ----------------------------------------------- | ----------------------------------------------- | ----------------------------------------------- | ----------------------------------------------- | ----------------------------------------------- | ----------------------------------------------- | ----------------------------------------------- | ----------------------------------------------- | ----------------------------------------------- |

| Predecesor: 65001–66000 | Lista planetelor minore 66001–67000 Semnificații ale numelor: 66001–67000 | Succesor: 67001–68000 |